# Kara Ahmed Pascha
Kara Ahmed Pascha (* 15. oder 16. Jahrhundert; † 29. September 1555 in Istanbul) war ein osmanischer Staatsmann und Großwesir des Osmanischen Reiches.

## Leben
Über Ahmeds Herkunft und Kindheit ist wenig bekannt. Er wurde im Rahmen der Knabenlese aus Albanien nach Istanbul gebracht, wo er in der Palastschule Enderun erzogen wurde. Nach der Ausbildung begann er eine Karriere im Palast und war Kapıcıbaşı (Oberhaupt der Torwärter), Mir-i alem und Ağa der Janitscharen, bis er zum Beylerbey des Eyâlet Rumelien ernannt wurde. Im Jahr 1522 heiratete Ahmed Fatma Sultan, eine Tochter von Selim I. und Schwester von Sultan Süleyman I.
Im Ungarnfeldzug von 1543 nahm Kara Ahmed Pascha die Burgen von Valpovo und Siklós ein und eroberte im Heer des Sultans Esztergom und Székesfehérvár. Er wurde dann zum Oberbefehlshaber des Persienfeldzuges von 1548/49 und zum zweiten Wesir ernannt. Als der Sultan 1552 erneut einen Ungarnfeldzug plante, wurde Kara Ahmed Pascha zum Oberbefehlshaber bestellt und nahm am 26. Juli 1552 die bedeutende Festung  Timișoara sowie gemeinsam mit dem Beylerbey von Buda, Ali Pascha Hadım, Szolnok ein. Gemeinsam belagerten die beiden Heerführer auch Eger, konnten die Stadt aber trotz zahlenmäßiger Überlegenheit nicht einnehmen.
Nachdem Süleyman im Oktober 1553 seinen ältesten Sohn Mustafa exekutieren ließ, kam es unter den Soldaten zu Unruhen. Man machte den amtierenden Großwesir Rüstem Pascha für den Tod des Prinzen verantwortlich. Der Sultan entließ Rüstem Pascha und ernannte Kara Ahmed Pascha zum neuen Großwesir. Im Jahr 1555 unternahm der Großwesir Feldzüge in den Kaukasus und eroberte zahlreiche Burgen um Naxçıvan. Kurz nach der Rückkehr nach Istanbul wurde er jedoch nach einer Sitzung des Diwans unter dem Vorwand von „Korruption“ und „Unfähigkeit“ festgenommen und enthauptet oder stranguliert. Es wird vermutet, dass die Absetzung und Hinrichtung auf eine Intrige der Königin Hürrem Sultan zurückging, die ihren Schwiegersohn Rüstem Pascha wieder als Großwesir sehen wollte. Der wurde tatsächlich Nachfolger von Kara Ahmed Pascha.
Kara Ahmed Pascha stiftete die Kara-Ahmed-Pascha-Moschee in Istanbul.